# Nacionalni toksikološki program
Nacionalni toksikološki program SAD (NTP) je međuagencijski program koji vodi Ministarstvo zdravlja i ljudskih usluga Sjedinjenih Država za koordinaciju, procenu i izveštavanje o toksikologiji u okviru javnih agencija.
Sedište Nacionalnog toksikološkog programa je u Nacionalnom institutu za zdravstvene nauke o životnoj sredini (NIEHS). Direktor NIEHS-a, trenutno Ričard Vojčik, istovremeno služi i kao NTP direktor.

## Istorija
Program je 1978. godine osnovao Džozef A. Kalifano mlađi, tadašnji ministar zdravlja, obrazovanja i socijalne zaštite Sjedinjenih Država (danas poznat kao sekretar za zdravstvo i ljudske usluge). Program je proizašao iz zabrinutosti Kongresa o zdravstvenim efektima hemijskih agenasa u životnoj sredini. Oktobra 1981, sekretar Ričard S. Šviker dao je stalni status programu.

## Kancelarija Izveštaja o kancerogenima
Kancelarija NIEHS Nacionalnog toksikološkog programa vlade Sjedinjenih Država za izveštaj o kancerogenima je odgovorna za objavljivanje Izveštaja o kancerogenima, koji je prvi put objavljen 1980. godine.
Najnovije izdanje je 15. Izveštaj, objavljen 2021. godine. 14. Izveštaj, objavljen 2016. godine, sadrži „248 spiska agenasa, supstanci, smeša i okolnosti izloženosti za koje se zna ili se razumno očekuje da će izazvati rak kod ljudi“. Ovo izdanje je dodalo sedam novo pregledanih lista, od kojih je jedina sintetička hemikalija trihloretilen.

## Spoljašnje veze
- Zvanični veb-sajt
- NICEATM website
- Tox21 – U.S. Government high-throughput screening initiative
- Ninth World Congress on Alternatives and Animal Use in the Life Sciences Архивирано на веб-сајту  (3. новембар 2019) – official website